# 1992 EB
1992 EB är en asteroid i huvudbältet som upptäcktes den 2 mars 1992 av de båda japanska astronomerna Seiji Ueda och Hiroshi Kaneda i Kushiro.